# Altable
Altable es una localidad y un municipio situados en la provincia de Burgos, comunidad autónoma de Castilla y León (España), comarca de Valle del Ebro, partido judicial de Miranda de Ebro,  ayuntamiento del mismo nombre. Cuenta con una población de 46 habitantes (INE 2024).

## Geografía
Integrado en la comarca de Valle del Ebro, se sitúa a 66 kilómetros de Burgos. El término municipal está atravesado por la carretera nacional N-232, entre los pK 468 y 470, y por una carretera local que se dirige hacia Valluércanes. El relieve está definido por el norte por los Montes Obarenes, abriéndose posteriormente una zona llana con varios arroyos en la que se asienta el pueblo. Por el sur la pendiente es de nuevo ascendente pero es predominantemente llano. La altitud oscila entre los 950 metros al norte y los 670 metros al este, a orillas del río Ea. El pueblo se alza a 712 metros sobre el nivel del mar. 
| Noroeste: Pancorbo             | Norte: Foncea (La Rioja) | Noreste: Foncea (La Rioja)   |
| Oeste: Pancorbo y Valluércanes |                          | Este: Foncea (La Rioja)      |
| Suroeste: Valluércanes         | Sur: Treviana (La Rioja) | Sureste: Treviana (La Rioja) |

## Historia
Villa, en la Cuadrilla de Quintanilla de San García, una de las siete en que se dividía la Merindad de Bureba perteneciente al  partido de Bureba, jurisdicción de realengo con regidor pedáneo.
A la caída del Antiguo Régimen queda constituida en ayuntamiento constitucional del mismo nombre, en el partido de Miranda de Ebro en la región de  Castilla la Vieja.
Así se describe a Altable en el tomo II del Diccionario geográfico-estadístico-histórico de España y sus posesiones de Ultramar, obra impulsada por Pascual Madoz a mediados del siglo XIX:

Villa con ayuntamiento en la provincia, diócesis, audiencia territorial y capitanía general de Burgos (11 leguas), partido judicial y administración de rentas de Miranda de Ebro (2); Situada en llano, batida libremente por todos los vientos y con clima sano, sin que se conozcan otras enfermedades que las estacionales y alguna que otra pulmonía. Consta de 46 casas, la mayor parte cómodas y de buena construcción; tiene casa consistorial, en la que se halla la escuela de primera educación, dotada con 45 fanegas de trigo y habitación para el que la regenta, enseñándose a leer, escribir y contar a los 18 niños y 10 niñas que a ella concurren; un hospital para pobres transeúntes y para los del pueblo en caso de necesidad, y 2 fuentes, la una de exquisita agua para el surtido de los habitantes, y la otra para el uso del ganado mayor; la iglesia parroquial dedicada a San Sebastián, es, aunque pequeña, de bastante buena fábrica, y se encuentra servida por un capellán y dos beneficiados; a la salida del pueblo, por la parte de Pancorbo, hay también una hermosa ermita bajo la advocación de Nuestra Señora del Campo. Confina el término por N con los de Pancorbo y Foncea, por E con el de Treviana, por S con el de Valluércanes, y por O con el de Fonzaleche, todos a 1 legua de distancia; en él se encuentra una magnífica huerta bañada por un riachuelo, propia de los señores Ríos, de 5 fanegas de heredad, cercada de pared y cubierta de árboles fructíferos de todas especies, una hermosa venta a tiro de fusil del pueblo sobre el camino real que conduce de Burgos a Logroño, a propósito para toda clase de viajeros, bien transiten en carruajes, bien en caballerías; 40 huertas de 2 celemines de tierra cada una, destinadas al cultivo de hortalizas y legumbres de todo género, que riegan con las aguas de una de las fuentes de que se ha hecho mención, y tres amenos sotos de olmos, en que se crían aves de varias especies, perdices, liebres y conejos; el terreno es de buena calidad; Correos: le recibe por medio de valijero de la administración de Pancorbo los domingos, miércoles y viernes; Producciones: trigo, cebada, comuña, avena, habas, patatas y lino; cría ganado vacuno, lanar, yeguar y mular; Población: 43 vecinos, 173 almas; Capital productivo: 1.348.767 reales; Imponible: 127.902. Contribución: 5.489 reales 19 maravedíes. El presupuesto municipal asciende a 4.000 reales, poco más o menos, y se cubre por reparto entre los vecinos.
Diccionario geográfico-estadístico-histórico de España y sus posesiones de Ultramar

## Demografía
Altable cuenta con una población de 46 habitantes (INE 2024).
| Gráfica de evolución demográfica de Altable entre 1842 y 2021                                                         |
| |
| Población de derecho según los censos de población del INE. Población de hecho según los censos de población del INE. |

El municipio contaba con una población estacional máxima de 100 habitantes que contrasta con los 61 vecinos empadronados, 58 habitantes (INE 2007).
El número de viviendas censadas en el año 2000 era de 40, siendo 25 principales y 15 secundarias.
| Principales | Secundarias | Desocupadas | Otras | Alojamientos | TOTAL |
| ----------- | ----------- | ----------- | ----- | ------------ | ----- |
| 25          | 15          | 0           | 0     | 0            | 40    |
| 62,50 %     | 37,50 %     | 0 %         | 0 %   | 0 %          | 100 % |

## Administración y política
| Periodo   | Nombre                              | Partido |
| --------- | ----------------------------------- | ------- |
| 2011-2015 | Ana Isabel Sánchez Carrizo          | PP      |
| 2015-2019 | Ana Isabel Sánchez Carrizo          | PP      |
| 2019-2023 | Francisco Javier Santamaria Cornejo | PP      |

### Evolución de la deuda viva
El concepto de deuda viva contempla solo las deudas con cajas y bancos relativas a créditos financieros, valores de renta fija y préstamos o créditos transferidos a terceros, excluyéndose, por tanto, la deuda comercial.
Entre los años 2008 a 2014 este ayuntamiento no ha tenido deuda viva.